# 実録・関東やくざ戦争2 修羅の代紋
『実録・関東やくざ戦争2 修羅の代紋』（じつろく・かんとうやくざせんそうツー　しゅらのだいもん）は、日本のオリジナルビデオ。GPミュージアムソフト販売。2004年2月25日リリース。81分。『実録・関東やくざ戦争 修羅の盃』の続編であり、完結編（全2作）。主演：寺島進。

## キャスト
- 石井組組長 石井昇（錦城会錦城一家岸森組）：寺島進
- 石井組幹部 加藤博臣：石橋保
- 石井組組員 玉木真司：真勝國之
- 石井組組員：白石朋也
- 石井まこと(石井組組長石井昇の実子)：山口祥行
- 石井組組長石井昇の企業舎弟 杉浦重春：高橋一興
- 五代目山王会但馬組幹部 志村大輔：ジョニー大倉
- 小林昭男
- 小林滋央
- 亘哲兵
- 天手千聖
- 清水ヨシト
- 五王四郎
- 園英子
- 柳谷洋光
- 源龍
- 田村勤
- 山口幸晴
- 富樫渉
- ムンス
- 小菅正巳
- 小菅喜之
- 美咲優誠
- 橋本和博
- 脇本腎
- 青波信仁
- 奥平直樹
- 大迫英喜
- 山下賢二
- 星川晃一
- 矢口旭
- 平山光明
- 錦城会錦城一家岸森組星川組組員 大田章人：岡崎礼
- 錦城会甲府一家遠藤組瀬野組組長 瀬野輝彰：中野英雄
- 錦城会常任相談役 大林孝次：力也
- 錦城会錦城一家岸森組組長 岸森卓也：清水健太郎

ナレーター
- 楠年明

## スタッフ
- 監督：石原興
- 製作：川口恵子
- 企画制作：村上劇画プロ
- 原案：村上和彦
- プロデューサー：田中正裕、水野純一郎、南雲千秋
- アソシエイトプロデューサー：小林昭男
- キャスティングプロデューサー：大山敏和
- 脚本：山田孝之、村上和彦
- 音楽：ミュージックデザイン
- 撮影：藤原三郎
- 照明：林利夫
- 美術：国島厚
- 録音：中路豊隆
- 装飾：木下保
- 編集：園井弘一
- 調音：上床隆幸
- 効果：藤原誠
- 助監督：中谷昌義
- スクリプター：竹内美年子
- 製作主任：黒田満重
- 演出助手：井口誠一、大野将志、井上昌典、酒井信行
- 撮影助手：南野保彦、平木慎司
- 照明助手：土野宏志、宅間申紘、香川一郎、李家俊理
- 録音助手：河合博幸、藤井拓郎、川原聖史
- 美術助手：馬場正男、犬塚進
- 装飾助手：栂尾貢司、片山愛
- ネガ編集：関谷憲治
- 編集助手：細見正幸
- 効果助手：伊豆田千加
- 衣装：松竹衣装
- メイク：八木かつら
- スチール：大田恵
- 特機：大河原哲
- ガンエフェクト：栩野幸知
- 演技事務：山緑美春
- 製作進行：溝口豊、小西剛司、森脇健介
- 装置：新映美術工芸
- 小道具：高津商会
- 持道具：京阪商会
- 現像：㈱IMAGICAウェスト
- フィルム：富士フイルム
- VTR編集：キッズカンパニー
- 小道具協力：摩島メディカル
- 車輌協力：梅プロ、ジャパン・オートクラブ
- 題字：村上和彦
- キャスティング：ファーストインプレッション
- 制作協力：松竹京都映画
- 製作：プラウドマン

## ソフト
- VHS：2004年2月25日リリース
- DVD：2005年6月25日リリース